# Château de Saumane
Le château de Saumane est un édifice d'habitation, situé à Saumane-de-Vaucluse, en Vaucluse. Les personnages les plus illustres ayant occupé le lieu sont le marquis de Sade et son oncle, Jacques de Sade.

## Histoire
De par son emplacement géographique, sur un éperon rocheux, le site du château de Saumane-de-Vaucluse est potentiellement occupé depuis l'Antiquité. Deux campagnes de fouilles, en 1986 et 2010, ont permis de retrouver la trace de fragments de céramiques, datant de l'âge du fer (vers 450 av. J.-C.), de la période gallo-romaine, et du Moyen Âge (XIIe et XIIIe siècles). Par contre, la présence effective d'un oppidum n'est pas encore définitivement attesté par un travail archéologique. 
Durant la période du Moyen Âge, le fief de Saumane est la propriété de Pons II d’Astouaud, chancelier de Raymond VII, comte de Toulouse. Les vestiges archéologiques d'un château fortifié ont été retrouvés. Le terroir de Saumane passa, par la suite, dans les mains de la papauté. C'est Nicolas V qui inféoda la terre de Saumane à son écuyer, Baudet II de Sade, par une bulle pontificale du 14 novembre 1451. La cession définitive de cette ancienne terre pontificale à la famille de Sade, est confirmée par une bulle papale du 31 août 1526, signée de Clément VII, en faveur de Joachim I de Sade. Durant 30 ans, à la fin du XVIe siècle, ses descendants ont entrepris une première série de travaux sur la forteresse médiévale. À la fin de ces travaux, le corps de logis médiéval est partiellement transformé en résidence Renaissance. Une seconde période de travaux est effectuée au XVIIe siècle, avec quelques éléments de style baroque, dans le but de transformer définitivement l'ancienne forteresse en demeure de plaisance.
Le château de Saumane est l'un des trois lieux vauclusiens où vécut le marquis de Sade. Il y passa une partie de son enfance, de l'âge de 5 ans, à 10 ans. Le domaine était, alors, la propriété de son oncle, Jacques de Sade, ecclésiastique et homme de lettres. Le château reste la propriété de la famille de Sade, jusqu'en 1868, qui vend l'ensemble de la propriété (château et jardins), au maire de Saumane-de-Vaucluse. Ce dernier revend le domaine à la famille Croset en 1872. En 1981, le conseil général de Vaucluse acquiert la partie château, la famille Croset restant propriétaire d'une partie des jardins.
Le château est inscrit au titre des monuments historiques, depuis le 26 octobre 1981. La gestion du site est confiée à la communauté de communes du Pays des Sorgues et des Monts de Vaucluse, en 2004, par un bail emphytéotique de 40 ans.

## Description du château actuel
Le château actuel est composé d'un corps de logis, de type Renaissance, comportant deux niveaux, donnant côté sud sur une large terrasse. L'accès sud à celle-ci se fait directement depuis le village de Saumane. L'accès nord s'effectue par une montée fortifiée, d'époque médiévale, reliant la terrasse sud à une cour basse, également fortifiée, laissant partiellement apparaître les douves d'origine.
L'entrée du rez-de-chaussée du logis, côté sud, se fait par un vestibule, en T, distribuant l'espace vers cinq grandes pièces. Un escalier d'honneur, au nord, fait face à l'entrée. Comprenant une première partie à rampe droite, il se sépare en une double rampe courbe à partir d'un palier. Cet escalier donne sur une galerie, qui distribue cinq pièces principales. Les deux bras de l'escalier encadrent une chapelle, au plafond voûté.

## Galeries

Extérieurs du château
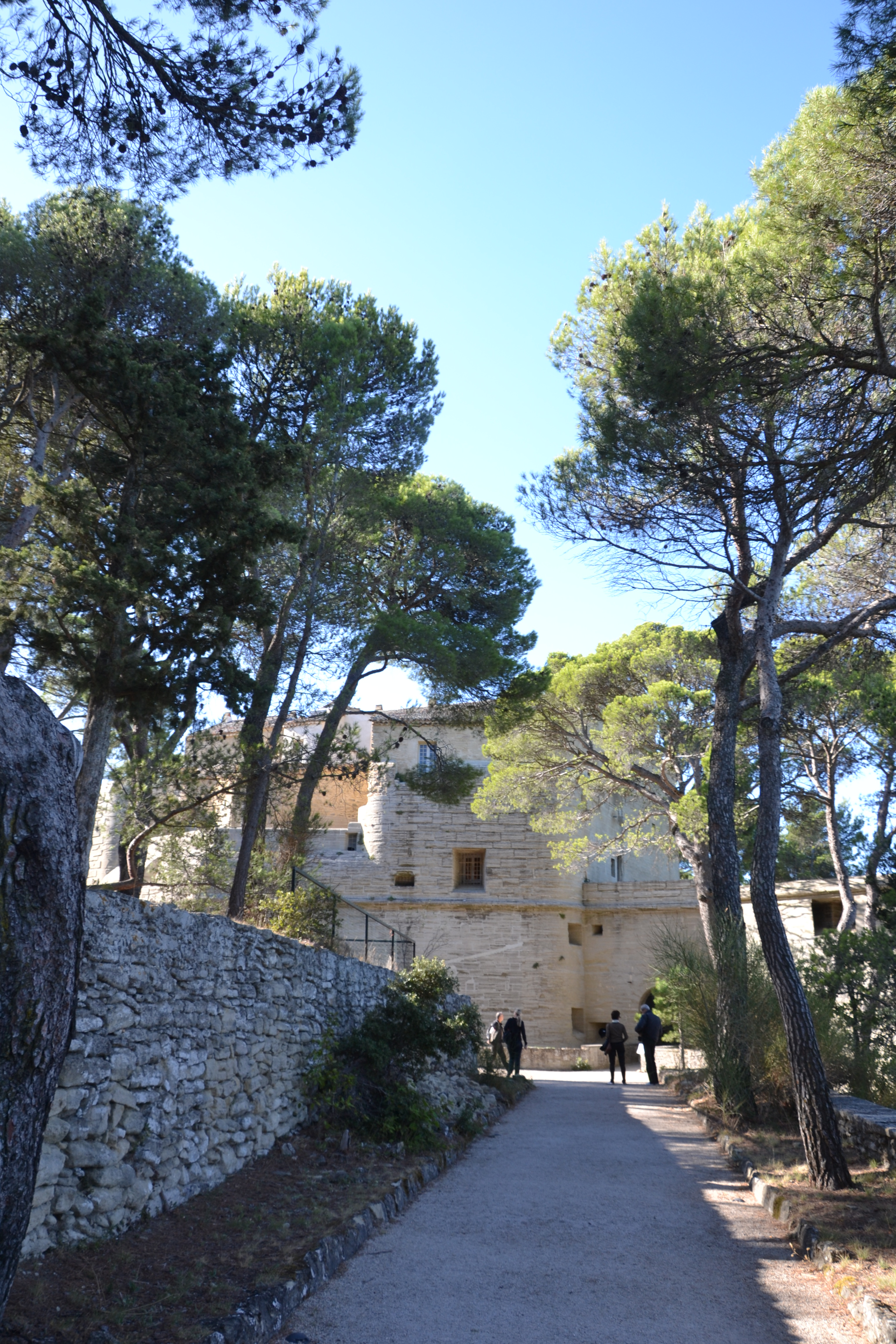
Accès nord du château, côté jardins.
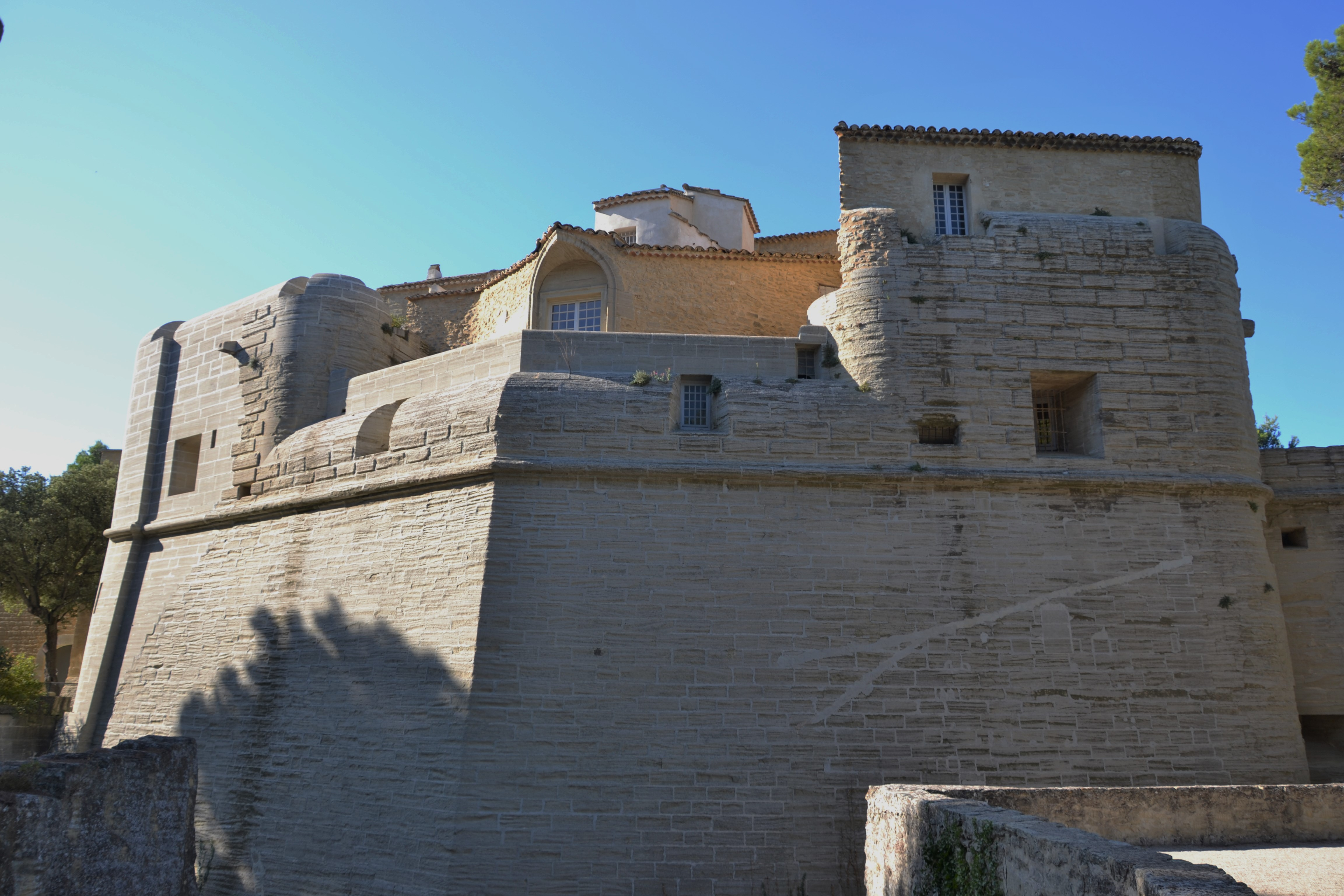
Façade nord, avec fortification d'époque médiévale.
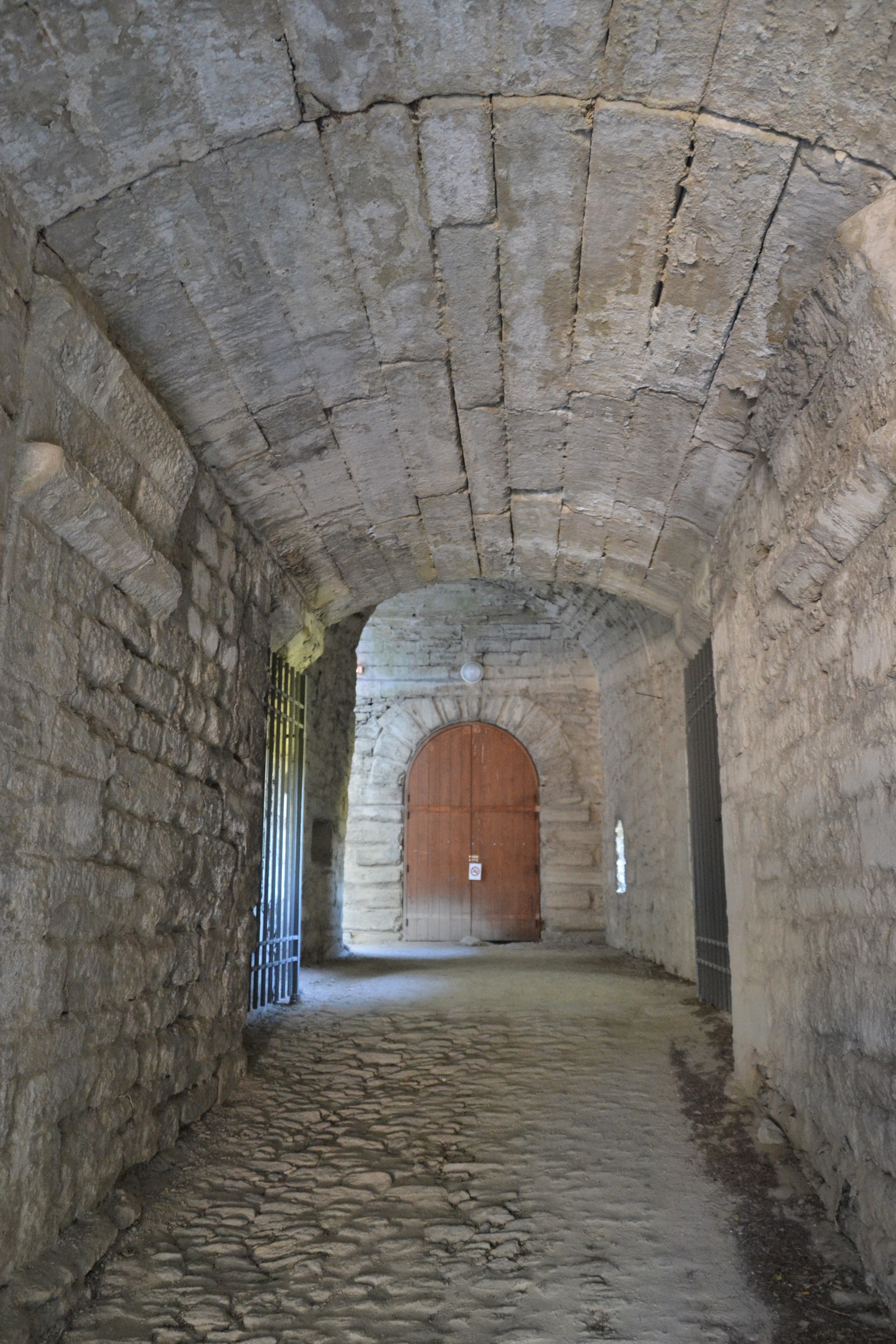
Début de la rampe.
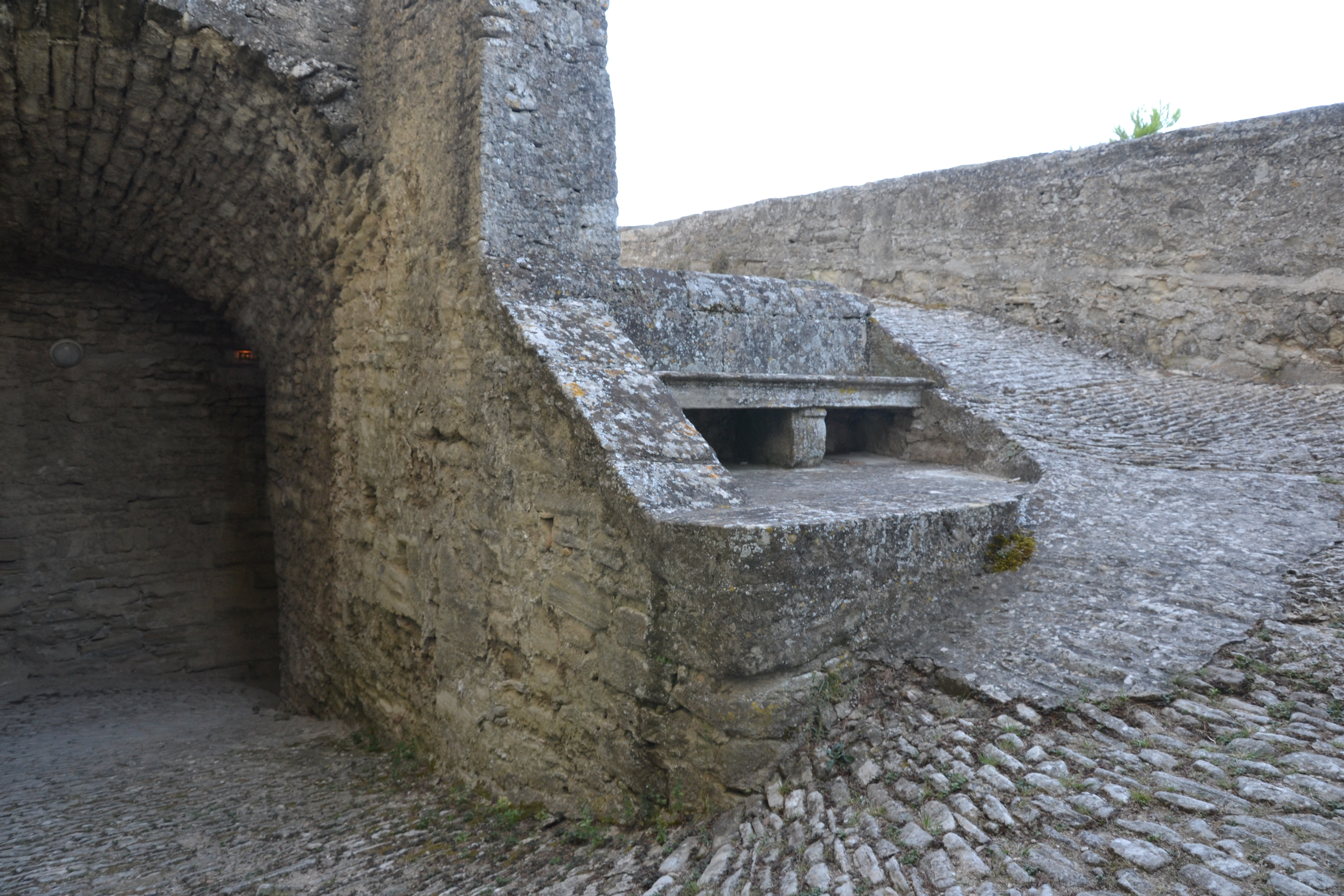
Rampe reliant la basse cour à la terrasse sud.
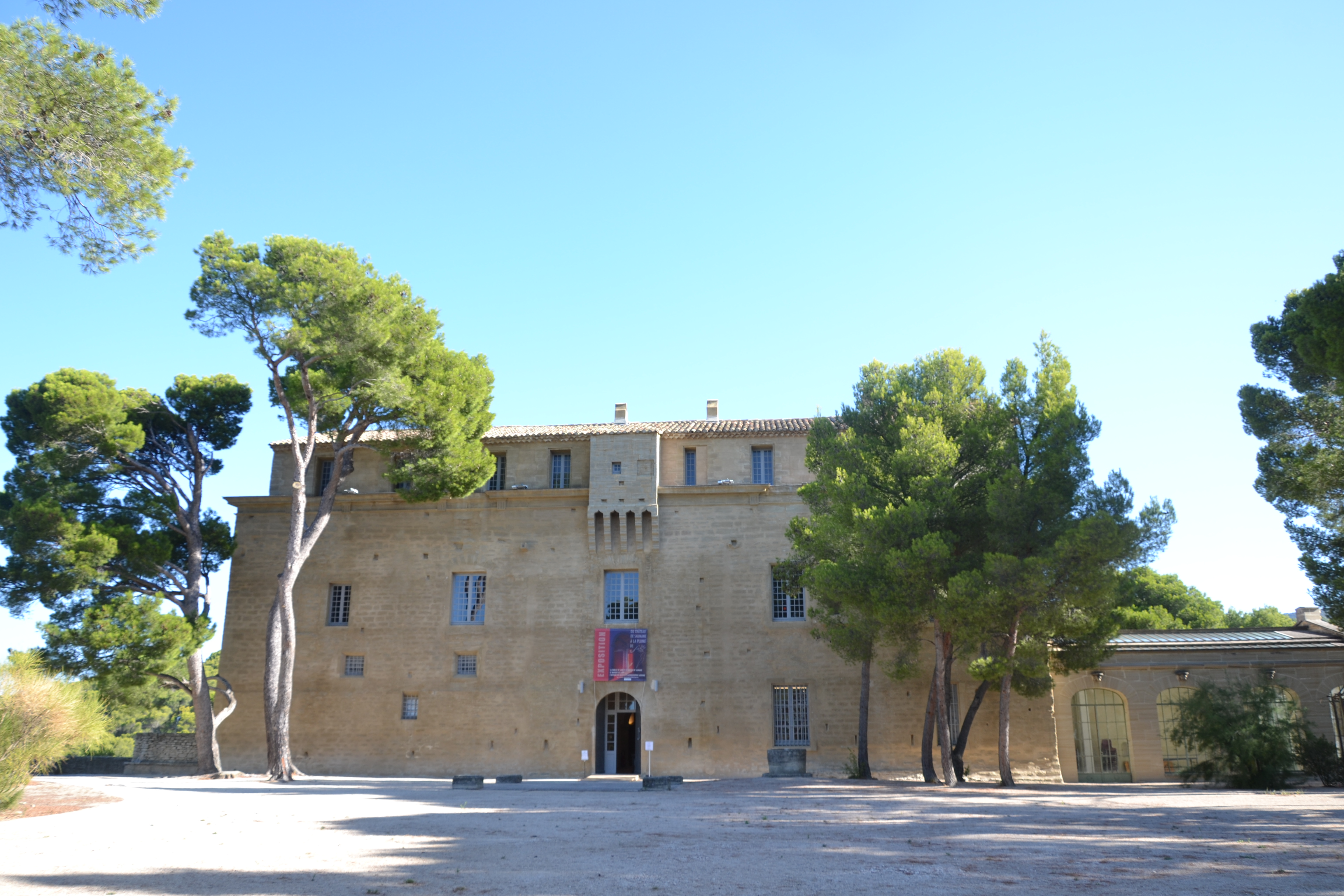
Façade sud, côté village.

Intérieur du château
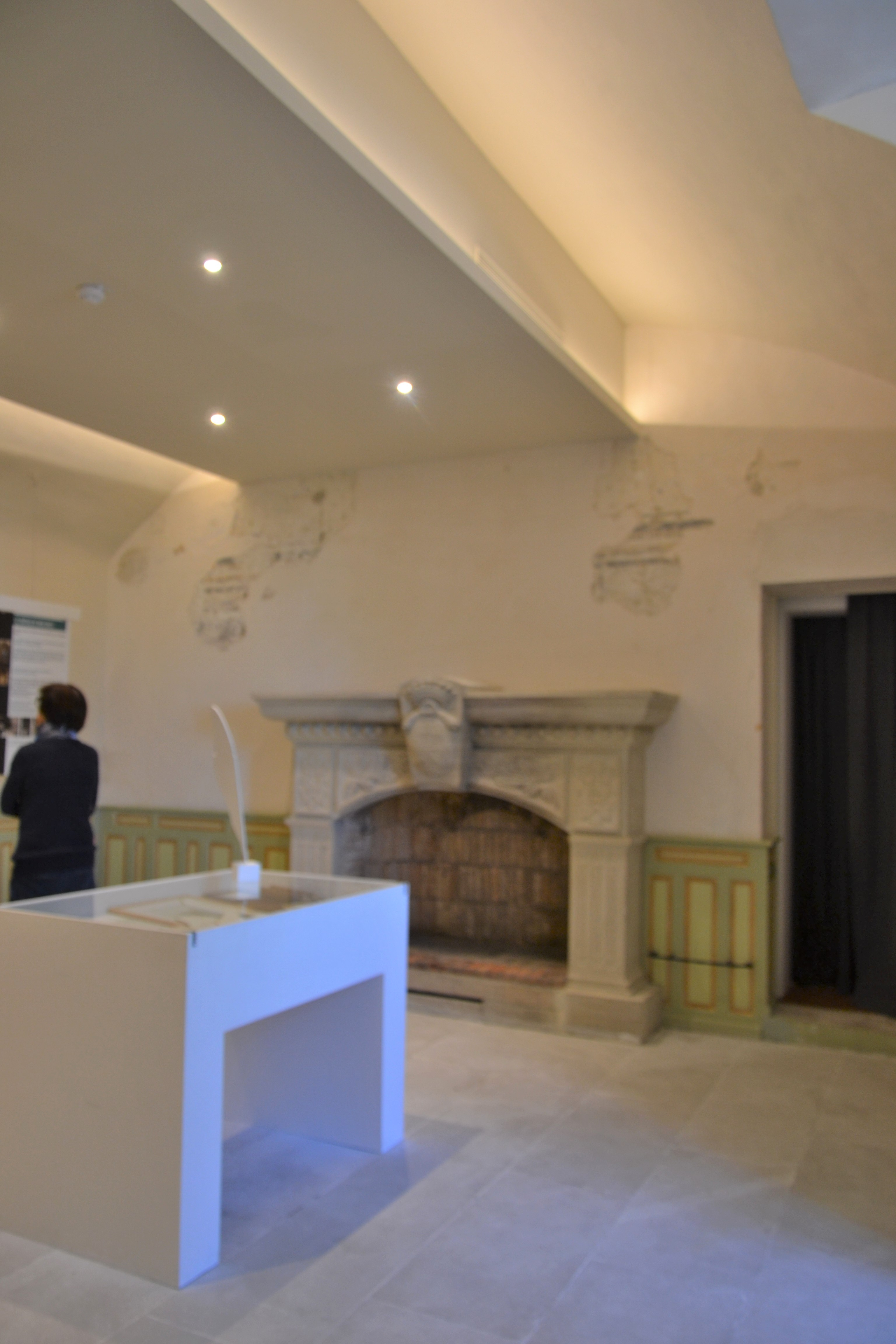
Salle du rez-de-chaussée.
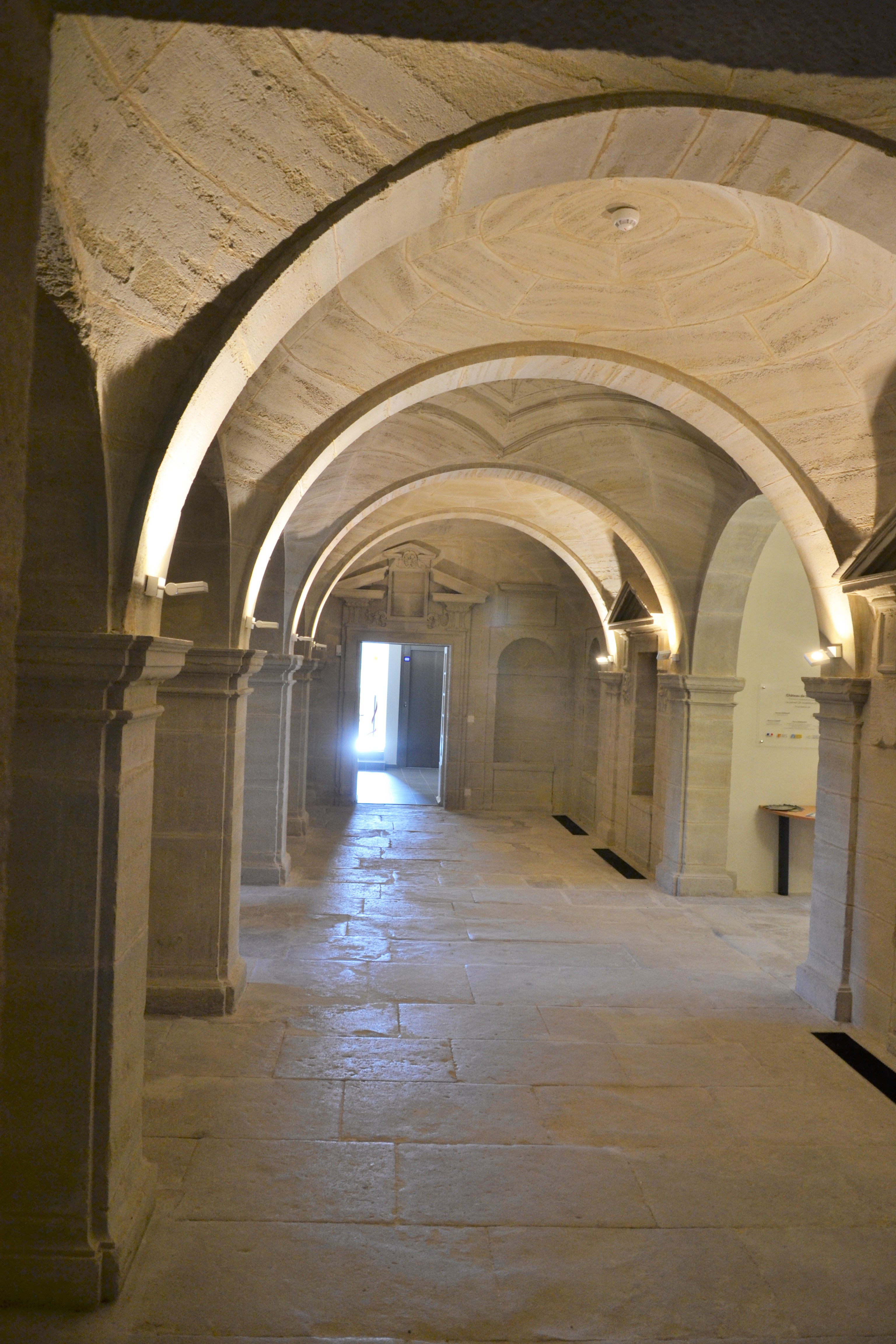
Hall du rez-de-chaussée.
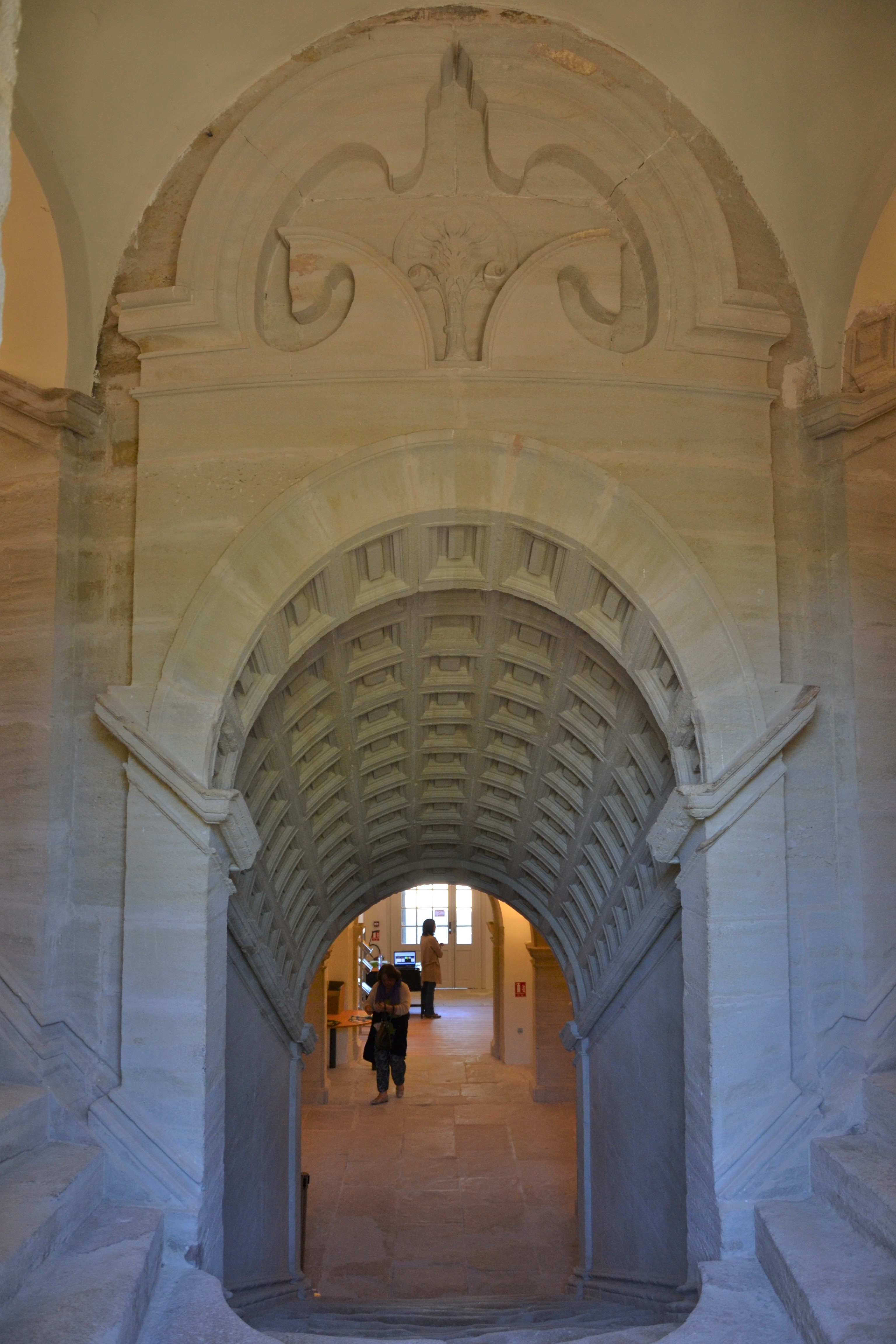
L'escalier, depuis le palier.
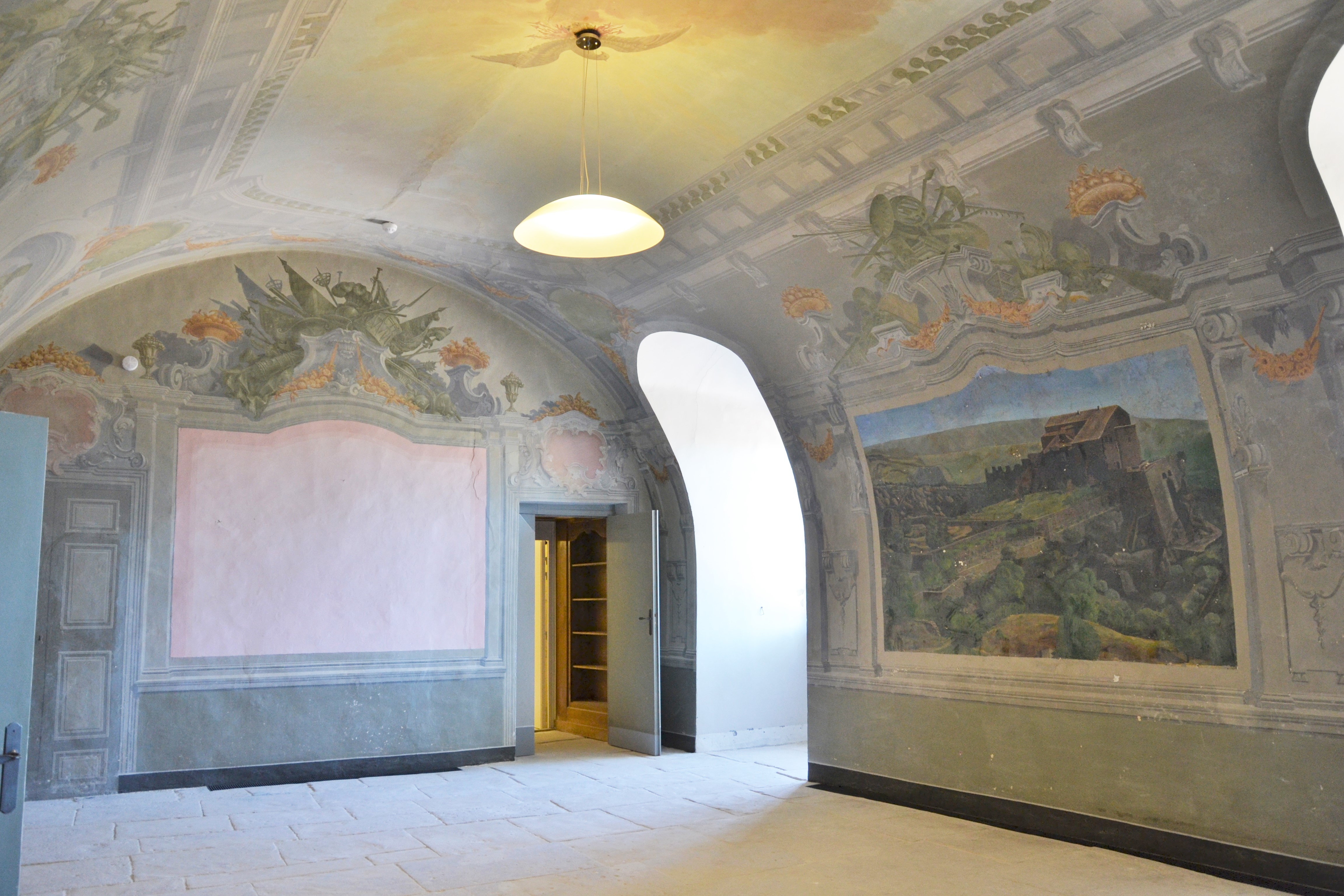
Salon du premier étage.
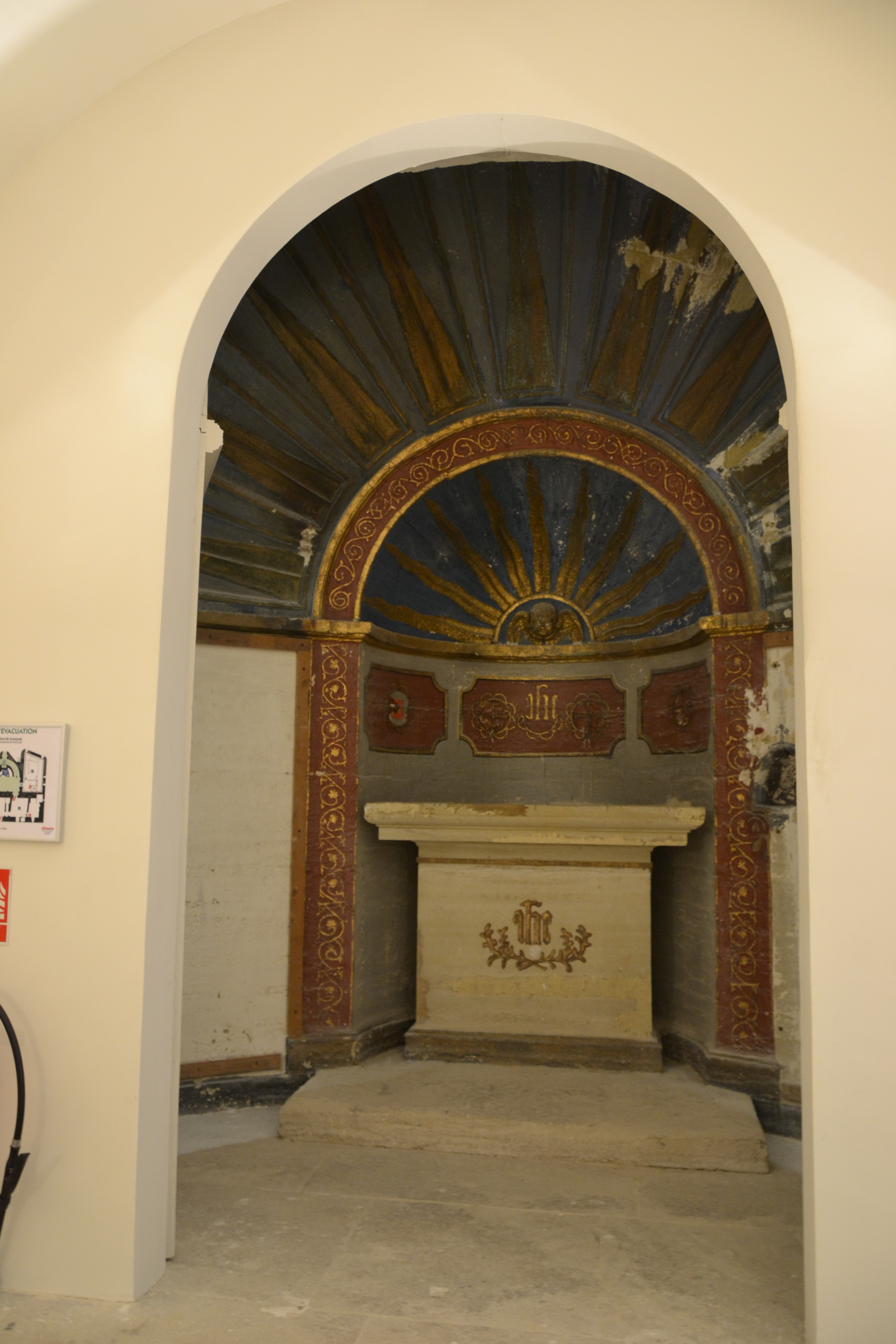
Chapelle.
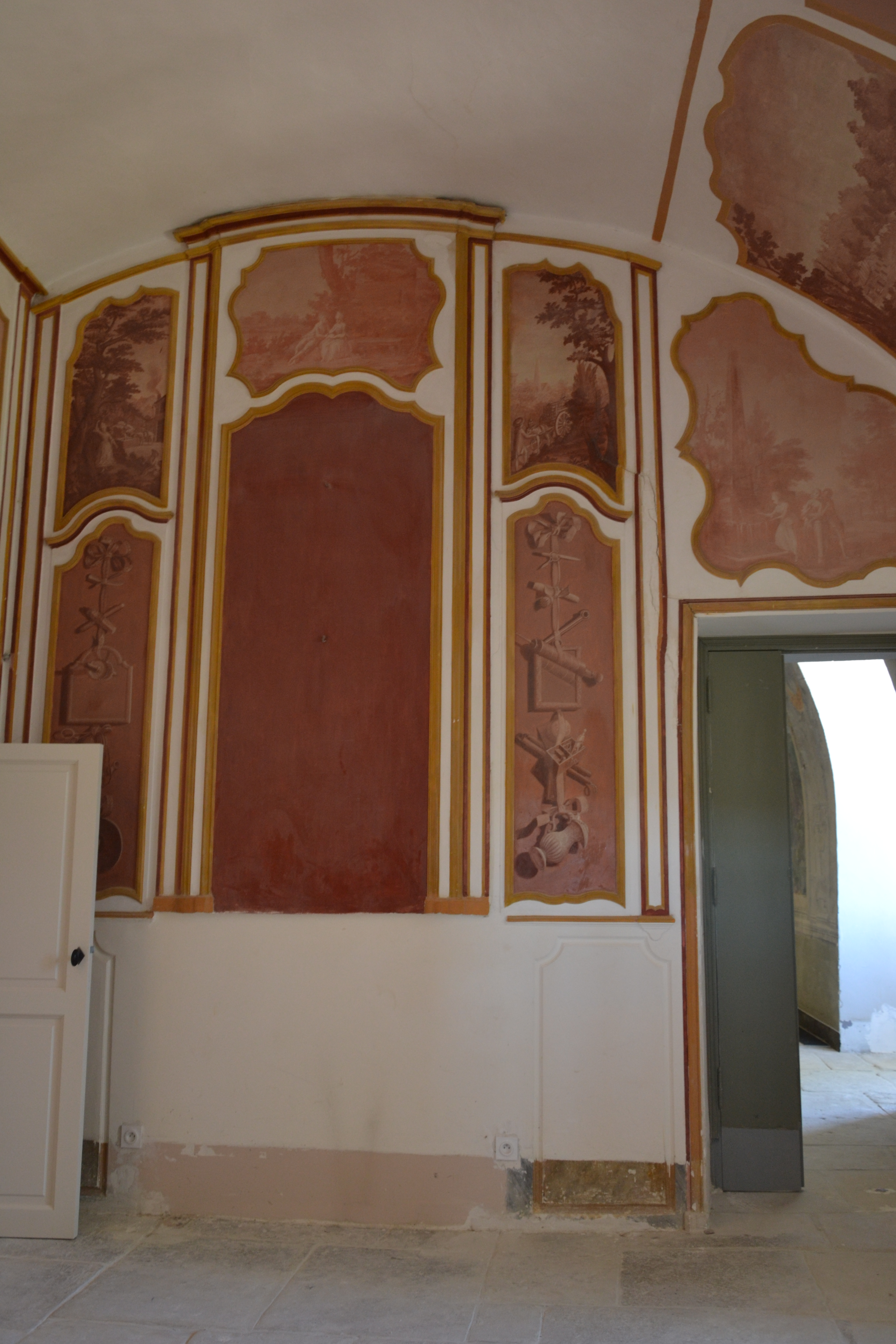
Chambre, à l'étage.

## En savoir plus